# Levi Sherwood
Levi Sherwood (né le 22 octobre 1991 en Nouvelle-Zélande) est un coureur de motocross freestyle néo-zélandais, surnommé "rubber kid".

## Biographie
Dave Sherwood, père de Levi, était un coureur de speedway professionnel et Levi a monté toute sa vie sur deux roues. Lévi a fait du motocross tout au long de son adolescence et a fini par faire des compétitions de FMX.
Il a gagné son premier concours Red Bull X-Fighters à Mexico en 2009, à seulement 17 ans. Il est actuellement en concurrence dans la même tournée. Il a pris sa deuxième victoire de l'année 2010, à Moscou, sa troisième à Londres. Il est devenu le champion de l'édition 2012 du Red Bull X-Fighters World Tour. Sa dernière victoire dans le tour était à Mexico en 2014,.
Levi a également participé aux X Games et gagne cinq médailles (2 en or et 3 en argent).
Il gagne aussi deux médailles d'or aux Nitro World Games.